# Morrelganj
Morrelganj är en ort i Bangladesh.   Den ligger i provinsen Khulna, i den södra delen av landet, 150 km söder om huvudstaden Dhaka. Antalet invånare är 31 647.